# باله (لهستان)
باله (به لهستانی:  Bale) یک روستا در لهستان است که در گمینا موکوبوده واقع شده‌است. باله ۱۴۰ نفر جمعیت دارد.